# NASCAR Cup Series

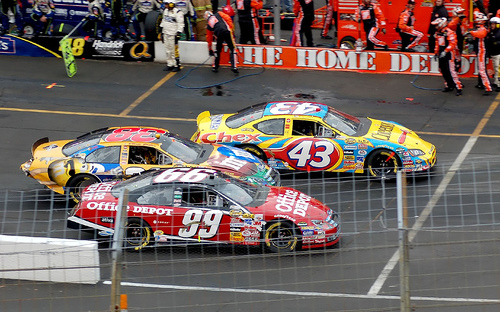
NEXTEL Cup Series (2006)

NASCAR Cup Series часто скорчено Cup Series — це найвища професійна серія NASCAR, а отже, найпопулярніша і найприбутковіша. Призовий фонд для кожного заїзду перевищує $4 000 000. 43 пілоти протягом 10-ти місяців у році беруть участь у 36-ти гонках. Попередниками Cup Series були «Strictly Stock Series» (1949), «Grand National Series» (1950–1970) та «Winston Cup Series» (до 2003-го). Першим чемпіоном Sprint Cup за системою Чейза (тоді ще NEXTEL Cup) був Курт Буш (2004), а чинним (2024) чемпіоном NASCAR Cup Series є Джоуї Логано.

## Історія серії
Sprint Cup Series з 1972 до 2003 року відома під назвою «Winston Cup Series». У 2003 році серія змінила назву на «NEXTEL Cup Series». У 2007 році серія знову змінює назву на «Sprint Cup Series» як результат злиття фірм NEXTEL та Sprint. З 2017 по 2019 серія носить назву «Monster Energy NASCAR Cup Series», з 2020 — «NASCAR Cup Series».
У 2007 році вперше у серії NASCAR стартували автомобілі не з великої трійки американських виробників. Toyota виставила 3 команди із 7 пілотами. Перша перемога команди Тойоти відбулася у наступному сезоні, коли 9 березня 2008 року Кайл Буш виграв гонку «Kobalt Tools 500» на треку «Atlanta Motor Speedway». Це була перша перемога автомобіля не з «великої трійки» за період понад 50 років.

## Специфікація

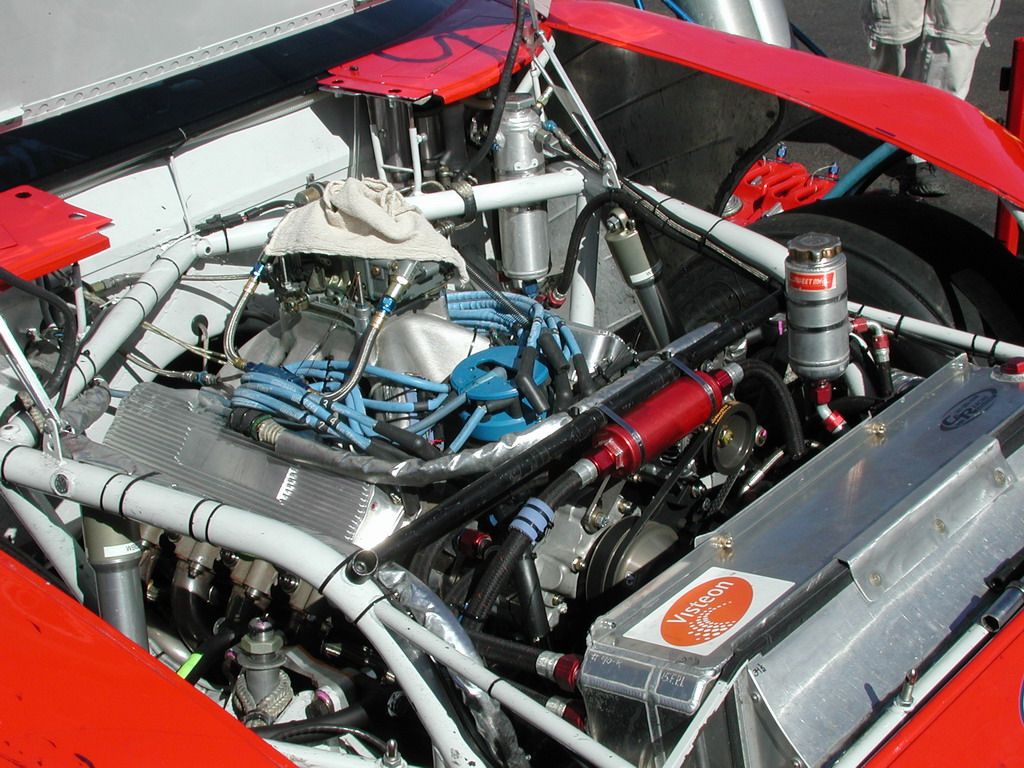
Двигун гоночного автомобіля серії NASCAR (2004)

- Робочий об'єм і тип двигуна: 358 дюйм³ (5,86 л) OHV, V8.
- Коробка передач: 4-ступінчаста, з ручним перемиканням.
- Маса: 1564,9 кг (3450 фунтів) мінімальна без пілота з пальним, 1655,6 кг (3650 фунтів) мінімальна з пілотом і пальним.
- Потужність двигуна: ≈865 к. с. (645 кВт) без обмежень; ≈445 к. с. (332 кВт) з обмеженням.
- Пальне: 98 октановий неетильований бензин нафто-хімічної компанії Sunoco Inc.
- Місткість паливного бака: 17¾ галонів США (67,2 л; для більшості треків).
- Спосіб подавання пального: електронне впорскування.
- Ступінь стиску: 12:1.
- Спосіб подавання повітря у двигун: натуральний (приплив повітря залежить лише від його тиску).
- Міжосьова відстань (база): 2794 мм (110 дюймів)
- Механізм керма: підсилювач керма, черв'ячна передача.
- Шини: типу «слік» (slick) від компанії Goodyear
- Довжина: 5290 мм (208,25 дюймів)
- Ширина: 1879 мм (74 дюйми)
- Висота: 1358 мм (53,5 дюйма)
- Засоби безпеки: система HANS, 6-точкові паски безпеки від фірми Willans.

## Календар
Протягом року у чемпіонаті серії Sprint Cup крім 36 регулярних залікових етапів (усі, за винятком етапів на автодромах у Сономі (англ. «Sonoma Raceway») та Воткінс-Глен (англ. «Watkins Glen International»), на трасах овальної форми проводять дві незалікові, але досить престижні гонки — «Budweiser Shootout», що традиційно проводиться на знаменитому треку «Daytona International Speedway» за тиждень до 1-го етапу сезону і «Sprint All-Star», що проводиться на треку «Lowe's Motor Speedway» за тиждень до найдовших перегонів сезону «Coca-Cola 600», що проводиться на цьому ж теку. У «Budweiser Shootout» беруть участь лише володарі поулів за підсумками минулого сезону, а також усі переможці «Budweiser Shootout» минулих років. У перегонах «Sprint All-Star» стартують усі переможці перегонів минулого сезону, усі переможці «Sprint All-Star» минулих років, а також пілот, що переміг за голосуванням глядачів. На багатьох трасах серія проводиться двічі на рік — весною і восени.
В календарі також присутні 4 «рестрикторні» перегони на високошвидкісних суперспідвеях «Daytona International Speedway» (Дейтона-Біч) і «Talladega Superspeedway» (Талладега, штат Алабама), перегони на трасі «Indianapolis Motor Speedway», двоє перегонів на трикутному суперспідвеї «Pocono Raceway», 6 перегонів на 3-х шорт-треках — Бристоль, Мартінсвілль, Ричмонд.

## Система нарахування очок

### До 2011 року
Система нарахування очок у NASCAR діє з 1975 року з невеликими змінами. Переможець отримує 185 очок, За друге місце дають 175 очок, далі, з третього до шостого — з кроком у 5 очок, з сьомого до 11-го — з кроком в 4 очка, і з 12 місця — з кроком у 3 очка, до останнього, 43-го місця, за яке дається 35 очок. Однак взагалі очки у залік володарів машин отримують 54 учасники — 11, що не вийшли на старт, але у кваліфікації посіли місця з 44-го до 54-е отримують від 32 до 3 очок. Крім того, додатково даються 5 очок кожному, хто зміг бути лідером хоч одне коло, а також 5 очок тому, хто був протягом перегонів лідером довше за всіх.
У 2004 році в Sprint Cup введено «систему Чейза» — Погоня за Кубком. За десять гонок до кінця сезону (тобто після 26 етапів) десять найкращих пілотів на поточний момент і пілоти, що відстають від лідера чемпіонату не більше, ніж на 400 очок, отримують взамін своїх колишніх результатів очки за наступною системою: лідер чемпіонату отримує 5050 очок, наступний за ним — 5045 і так далі. У решті 10 гонках всі пілоти як і раніше отримують очки, але боротися за титул можуть тільки перші десять гонщиків. З 2007 року правило 400 очок скасували, а кількість пілотів, що беруть участь у боротьбі за перемогу збільшили до 12 однак тепер останні 2 місця в Погоні будуть віддані гонщикам, які зайняли у підсумковій кваліфікації місця з 11-го по 20-е з найбільшою кількістю перемог. Таким чином, останні два місця в Погоні теоретично надають шанс потрапляння у фінальну частину гонщикам, які сповідують агресивніший стиль боротьби, які зазвичай або приходять першими, або вибувають з перегонів в ході боротьби за лідерство. Всі 12 учасників Погоні отримують по 2000 очок, крім того ті з них, хто пройшов в Погоню з першої десятки, отримують по 3 очка за кожну перемогу протягом сезону. Ті, хто пройшов в Погоню з другої десятки бонусних очок за перемоги в ході попередньої частини сезону не отримують. Як і раніше, за підсумками Погоні Кубок отримує той пілот, який має максимальну кількість очок після закінчення десятої гонки.

### У 2011-13 роках
26 січня 2011 керівництво гоночної серії опублікувало нову систему нарахування очок, покликану зробити її зрозумілішою для простого глядача, а також внести елемент непередбачуваності в боротьбу за титул в 2011 році.
Запропонована нова система нарахування очок викликала багато сумнівів. За нею різниця в очках між позиціями на фініші з 43-го по 2-е місце становитиме всього одне очко. Тобто, гонщик, що зайняв останнє, 43-є місце отримає 1 очко, зайняв 42-е місце — на одне очко більше, тобто 2 очка, 41-е — 3 очки, 40-е — 4 очки і так далі. Гонщик, що зайняв 2 місце, отримує, відповідно, 42 очка. І тільки різниця між другим і першим місцем складе 4 очки і, таким чином, переможець гонки отримає 46 очок. У запропонованій системі зберігаються додаткові бонуси: за лідирування хоча б в одному колі гонки — 1 очко, за лідирування протягом більшості кіл у гонці — 1 очко.

### З 2014 року
На 2014, NASCAR анонсовано широкомасштабні зміни у систему Чейза:
- кількість пілотів, що кваліфікуються у таблицю Чейза збільшена з 12 до 16;
- 15 місць у таблиці резервуються для пілотів, що мають найбільшу кількість перемог за перші 26 перегонів. Одне місце зарезервоване для лідера за очками після 26 перегонів, але за умови, якщо пілот не має перемог. Якщо менше 16 водіїв отримали перемоги у перших 26 гонках, решта таблиці Чейза заповнюється пілотами без перемог з ранжируванням за кількістю очок у сезоні. Як і раніше, усім пілотам кількість очок скидається до 2000 з додаванням 3-х бонусних очок за кожну перемогу у перших 26 гонках;
- Таблиця тепер поділяється на чотири раунди. Після кожного з перших трьох раундів, чотири пілоти з найменшою кількістю очок сезону вибувають з таблиці і боротьби за чемпіонство. Пілот, що виграв гонку в перших трьох раундах автоматично переходить до наступного раунду. Крім того, всі водії, що вибули з таблиці займають місця за схемою нарахування очок регулярного сезону.
  - Раунд претендентів (Challenger Round) — перегони 27-29. Розпочинається за участі 16 пілотів, у кожного 2000 очок плюс 3 бонусних очки за кожну перемогу у перших 26 заїздах;
  - Раунд суперників (Contender Round) — перегони 30-32. Розпочинається за участі 12 пілотів із 3000 очками у кожного;
  - Відбірковий раунд (Eliminator Round) — перегони 33-35. Розпочинається за участі восьми пілотів із 4000 очками у кожного.
  - NASCAR Sprint Cup Championship (фінальні перегони). Чотири пілоти, що залишилися вступають у боротьбу за чемпіонський титул з 5000 очками, хто найкраще фінішуватиме отримає титул переможця Cup Series

## Список чемпіонів серії
| Назва                           | Рік  | Пілот                  | Власник(и)/Команди                               | №  | Заводська марка | Стартів | Поулів | Перемог | Топ 10 | Очки | Випередження |
| ------------------------------- | ---- | ---------------------- | ------------------------------------------------ | -- | --------------- | ------- | ------ | ------- | ------ | ---- | ------------ |
| NASCAR Nextel Cup Series        | 2004 | Курт Буш               | Джек Рауш (Roush Racing)                         | 97 | Ford            | 36 (36) | 1      | 3       | 21     | 6506 | 8            |
| NASCAR Nextel Cup Series        | 2005 | Тоні Стюарт            | Джо Гіббс (Joe Gibbs Racing)                     | 20 | Chevrolet       | 36 (36) | 3      | 5       | 25     | 6533 | 35           |
| NASCAR Nextel Cup Series        | 2006 | Джиммі Джонсон         | Рік Хендрік, Джефф Гордон (Hendrick Motorsports) | 48 | Chevrolet       | 36 (36) | 1      | 5       | 24     | 6475 | 56           |
| NASCAR Nextel Cup Series        | 2007 | Джиммі Джонсон         | Рік Хендрік, Джефф Гордон (Hendrick Motorsports) | 48 | Chevrolet       | 36 (36) | 4      | 10      | 24     | 6723 | 77           |
| NASCAR Sprint Cup Series        | 2008 | Джиммі Джонсон         | Рік Хендрік, Джефф Гордон (Hendrick Motorsports) | 48 | Chevrolet       | 36 (36) | 6      | 7       | 22     | 6684 | 69           |
| NASCAR Sprint Cup Series        | 2009 | Джиммі Джонсон         | Рік Хендрік, Джефф Гордон (Hendrick Motorsports) | 48 | Chevrolet       | 36 (36) | 4      | 7       | 24     | 6652 | 141          |
| NASCAR Sprint Cup Series        | 2010 | Джиммі Джонсон         | Рік Хендрік, Джефф Гордон (Hendrick Motorsports) | 48 | Chevrolet       | 36 (36) | 2      | 6       | 23     | 6622 | 39           |
| NASCAR Sprint Cup Series        | 2011 | Тоні Стюарт            | Тоні Стюарт, Джин Хаас (Stewart-Haas Racing)     | 14 | Chevrolet       | 36 (36) | 1      | 5       | 19     | 2403 | 0            |
| NASCAR Sprint Cup Series        | 2012 | Бред Кеселовскі        | Роджер Пенске (Team Penske)                      | 2  | Dodge           | 36 (36) | 0      | 5       | 23     | 2400 | 39           |
| NASCAR Sprint Cup Series        | 2013 | Джиммі Джонсон         | Рік Хендрік, Джефф Гордон (Hendrick Motorsports) | 48 | Chevrolet       | 36 (36) | 4      | 6       | 24     | 2419 | 19           |
| NASCAR Sprint Cup Series        | 2014 | Кевін Гарвік           | Тоні Стюарт, Джин Хаас (Stewart-Haas Racing)     | 4  | Chevrolet       | 36 (36) | 8      | 5       | 20     | 5043 | 1            |
| NASCAR Sprint Cup Series        | 2015 | Кайл Буш               | Джо Гіббс (Joe Gibbs Racing)                     | 18 | Toyota          | 25 (36) | 1      | 5       | 16     | 5043 | 1            |
| NASCAR Sprint Cup Series        | 2016 | Джиммі Джонсон         | Рік Хендрік, Джефф Гордон (Hendrick Motorsports) | 48 | Chevrolet       | 36 (36) | 1      | 5       | 16     | 5040 | 3            |
| Moster Energy NASCAR Cup Series | 2017 | Мартін Труекс-молодший | Барні Віссер (Furniture Row Racing)              | 78 | Toyota          | 36 (36) | 3      | 8       | 26     | 5040 | 5            |
| Moster Energy NASCAR Cup Series | 2018 | Джоуї Логано           | Penske (Роджер Пенске)                           | 22 | Ford            | 36 (36) | 3      | 3       | 26     | 5040 | 5            |
| Moster Energy NASCAR Cup Series | 2019 | Кайл Буш               | Джо Гіббс (Joe Gibbs Racing)                     | 18 | Toyota          | 36 (36) | 1      | 5       | 27     | 5040 | 5            |
| NASCAR Cup Series               | 2020 | Чейз Елліот            | Рік Хендрік (Hendrick Motorsports)               | 9  | Chevrolet       | 36 (36) | 1      | 5       | 22     | 5040 | 5            |
| NASCAR Cup Series               | 2021 | Кайл Ларсон            | Рік Хендрік (Hendrick Motorsports)               | 5  | Chevrolet       | 36 (36) | 2      | 10      | 26     | 5040 | 5            |
| NASCAR Cup Series               | 2022 | Джоуї Логано           | Роджер Пенске (Team Penske)                      | 22 | Ford            | 36 (36) | 4      | 4       | 15     | 5040 | 6            |
| NASCAR Cup Series               | 2023 | Раян Блані             | Роджер Пенске (Team Penske)                      | 12 | Ford            | 36 (36) | 0      | 3       | 18     | 5035 | 1            |
| NASCAR Cup Series               | 2024 | Джоуї Логано           | Роджер Пенске (Team Penske)                      | 22 | Ford            | 36 (36) | 3      | 4       | 12     | 5040 | 5            |